# Sadská (nádraží)
Sadská je železniční stanice v jižní části města Sadská v okrese Nymburk ve Středočeském kraji nedaleko říčky Šembery. Leží na elektrizované jednokolejné trati Poříčany–Nymburk (3 kV ss) v ulici Nádražní. U poříčanského zhlaví v ulici Prokopova se nachází chráněný železniční přejezd.

## Historie
Stanice byla otevřena 1. září 1882 na odbočné trati vlastněné soukromým subjektem Rakouská společnost státní dráhy (StEG) z Poříčan, kudy od roku 1845 vedla železnice společnosti Severní státní dráha z Olomouce do Prahy. Dne 26. srpna 1883 pak StEG napojila k nádraží roku 1882 železnici vedoucí do stanice Nymburk město, následně prodlouženou do Nymburka, přesněji řečeno do stanice Nymburk město. Kolejiště propojující nádraží se starší stanicí Nymburk hlavní nádraží bylo dokončeno roku 1896.
Po zestátnění StEG v roce 1908 pak obsluhovala stanici jedna společnost, Císařsko-královské státní dráhy (kkStB), po roce 1918 pak správu přebraly Československé státní dráhy.

## Popis
Nachází se zde dvě úrovňová oboustranná nástupiště, k příchodu k vlakům slouží přechody přes koleje.